# Neápoli Spáton
Neápoli Spáton är en ort i Grekland.   Den ligger i prefekturen Nomarchía Anatolikís Attikís och regionen Attika, i den sydöstra delen av landet, 23 km öster om huvudstaden Aten. Neápoli Spáton ligger 58 meter över havet och antalet invånare är 584.
Terrängen runt Neápoli Spáton är platt söderut, men norrut är den kuperad. Havet är nära Neápoli Spáton österut.  Närmaste större samhälle är Ilioúpoli, 18,8 km väster om Neápoli Spáton. 